# Primer videojuego
Hay numerosos debates acerca de quién creó el primer videojuego, dependiendo la respuesta en gran medida de la definición de videojuego. La evolución de los videojuegos presenta una maraña entre varias industrias, incluyendo la científica, la informática, la industria arcade, y la electrónica de consumo.

## Definición y uso del término
El prefijo "video" en el término "videojuego" se refiere tradicionalmente a un dispositivo de visualización de mapa de bits. Sin embargo, con el popular uso del latiguillo "videojuego", el término implica ahora todos los tipos de pantalla, formatos y plataformas.
Los historiadores han tratado de eludir este problema usando el término más inclusivo de "juegos digitales". Sin embargo, este término aún deja fuera a los primeros  juegos analógicos de computadora.

## Historia
La historia de los videojuegos está interrelacionada con eventos y tecnología anteriores que prepararon el camino para la llegada de estos. También lo está con juegos que ayudaron a la evolución de los juegos computarizados. Por último se incluye el desarrollo y el lanzamiento de los videojuegos en sí mismos.

### 1947:Dispositivo de entretenimiento con tubo de rayos catódicos
El juego electrónico interactivo más antiguo conocido, el Dispositivo de entretenimiento con tubo de rayos catódicos, fue creado por Thomas T. Goldsmith Jr. y Estle Ray Mann en un tubo de rayos catódicos. La patente fue presentada el 25 de enero de 1947 y publicada el 14 de diciembre de 1948. El juego era un simulador de misiles inspirado por los radares usados en la Segunda Guerra Mundial. Utilizaba circuitos analógicos, no digitales, para controlar el haz del tubo y la posición de un punto en la pantalla. Las superposiciones de pantalla fueron utilizadas para los objetivos ya que los gráficos no estaban disponibles en ese momento.

### 1951:NIM

Un dibujo de la computadora NIMROD.

El 5 de mayo de 1951, la computadora Nimrod, creada por Ferranti, fue presentada en el Festival Británico. Utilizando un panel de luces para su pantalla, fue diseñada exclusivamente para jugar el juego NIM; esta fue la primera computadora diseñada específicamente para jugar un juego. NIMROD podía jugar la forma tradicional o la forma "invertida" del juego.

### 1952:OXO
En 1952, Alexander S. Douglas creó el primer juego de computadora en usar una pantalla gráfica digital. OXO, también conocido como Ceros y Cruces, es una versión del tres en raya para la computadora EDSAC de la Universidad de Cambridge. Fue diseñado para la primera computadora de almacenado de programas, y utilizaba un marcador de teléfono giratorio para el control del juego.

### 1958:Tennis for Two
En 1958, William Higginbotham creó un juego de computadora interactivo llamado Tennis for Two para el día de visita anual del Brookhaven National Laboratory. Esta exhibición, financiada por el Departamento de Energía de los Estados Unidos, estaba destinada a promover la energía atómica, el artefacto usaba una computadora analógica y el sistema de gráficos vectoriales de un osciloscopio.

### 1959:Mouse in the Maze,Tic-Tac-Toe
Entre 1959 y 1961, una colección de programas gráficos interactivos fueron creados para la computadora experimental TX-0 en el Instituto de Tecnología de Massachusetts (MIT). Estos incluían el juego Mouse in the Maze (Ratón en el laberinto) y el Tic-Tac-Toe (Tres en raya). Mouse in the Maze permitía a los usuarios utilizar un lápiz óptico para colocar muros en el laberinto, puntos que representaban bits de queso y (en algunas versiones) vasos de martini. Un ratón virtual representado por un punto era entonces liberado y se movía a través del laberinto para encontrar los objetos. Tic-Tac-Toe, por su parte, usaba el lápiz óptico para jugar un juego simple de ceros y cruces contra la computadora.

### 1961:Spacewar!

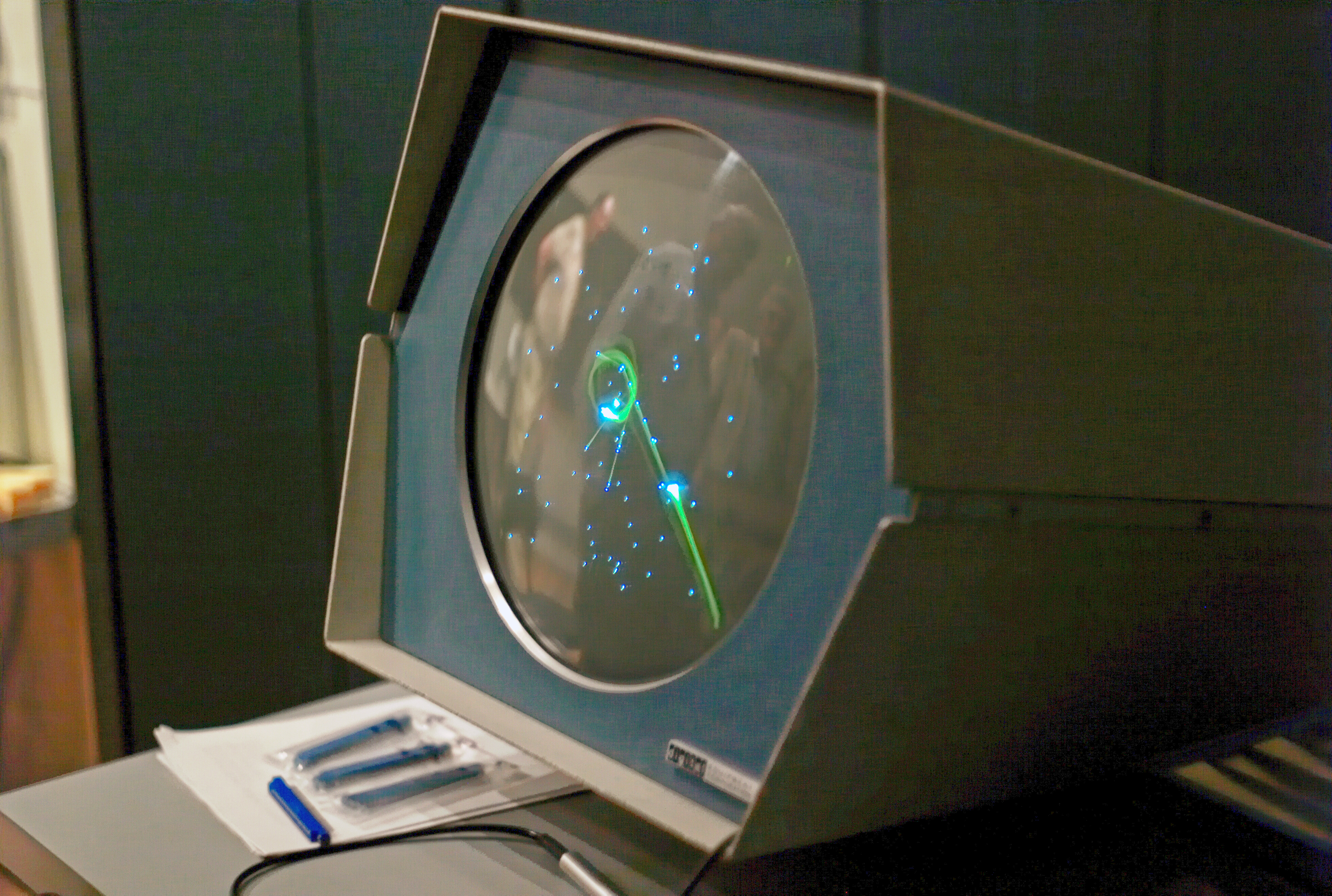
Computadora PDP-1 con el Spacewar!

En 1961, los estudiantes del MIT Martin Graetz, Steve Russell y Wayne Wiitanen crearon el juego Spacewar! en una minicomputadora DEC PDP-1 que también usaba un sistema de gráficos vectoriales. El juego, generalmente considerado el primer videojuego de disparos, se extendió a varias de las primeras mini-instalaciones de computadora, y al parecer fue utilizado como prueba de humo por los técnicos del DEC en los nuevos sistemas PDP-1 antes del embarque, ya que era el único programa disponible que ejercía cada aspecto del hardware. Russell ha sido citado diciendo que el aspecto del juego con el que estaba encantado fue el número de programadores que se inspiraron en él para escribir sus propios juegos.

### 1966:Odyssey

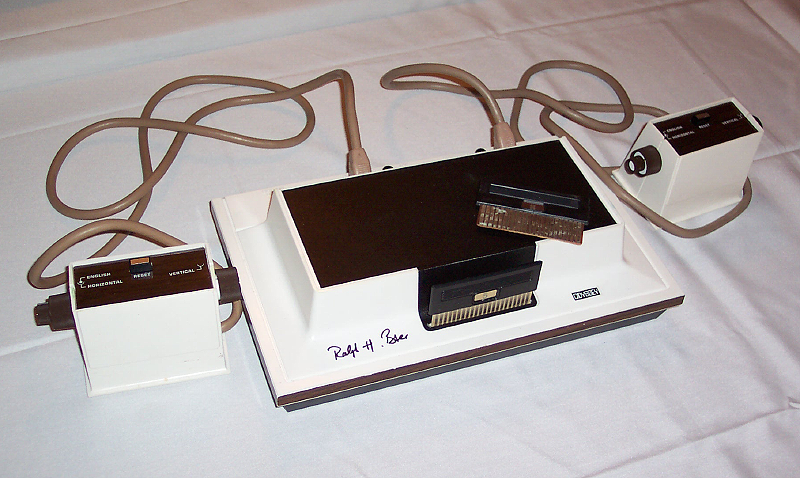
La Magnavox Odyssey, lanzada en 1972.

En 1966, Ralph Baer reanudó su trabajo de una idea inicial que había tenido en 1951 para hacer un juego interactivo en un televisor. En mayo de 1967, Baer y un asociado crearon el primer juego en utilizar una pantalla con un scan de mapa de bits, que se reproducía directamente por medio de la modificación de una señal de video, es decir, un juego de "video". La "Brown Box" (Caja Marrón), el último prototipo de siete, fue lanzada en mayo de 1972 por Magnavox bajo el nombre de Odyssey. Fue la primera videoconsola hogareña.

### 1971:Galaxy Game
En 1971, Bill Pitts y Hugh Tuck desarrollaron el primer juego de computadora que usaba monedas, Galaxy Game, en la Universidad de Stanford, usando una computadora DEC PDP-11/20; sólo uno fue programado (aunque más tarde el aparato fue adaptado para funcionar con hasta diez juegos a la vez).

### 1971:Computer Space
Dos meses después de la instalación de Galaxy Game, fue presentado el juego Computer Space, de Nolan Bushnell y Ted Dabney. Se trató del primer videojuego que usaba monedas en ser comercializado (y el primer videojuego de cualquier tipo en ser ampliamente disponible, precediendo al Odyssey por seis meses). Ambos juegos fueron variaciones del juego vectorial de 1961 Spacewar!; sin embargo, Bushnell y Dabney lo adaptaron para usar una pantalla de video real por tener una televisión real en el gabinete.

### 1972:Pong

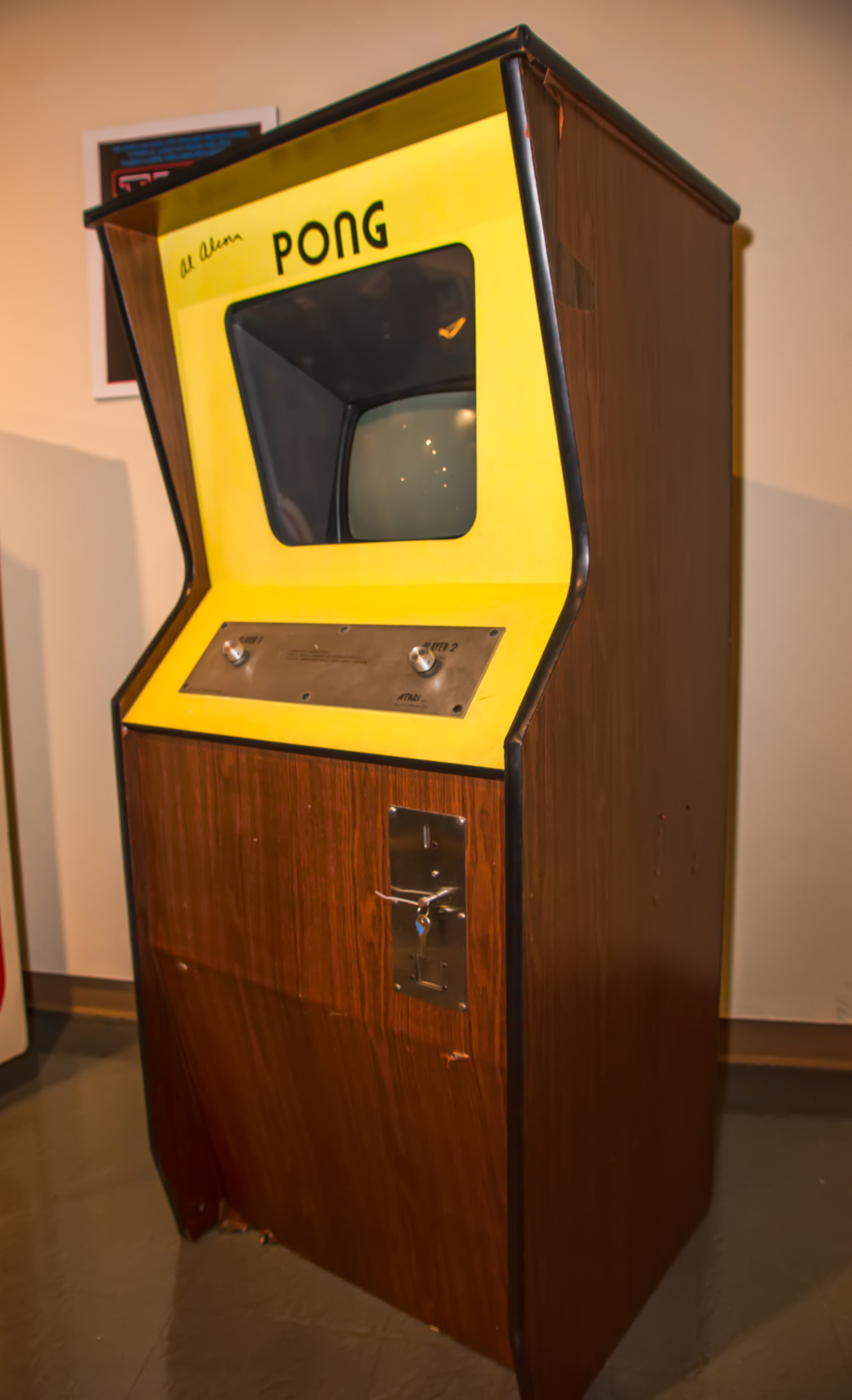
Cabina de Pong.

Pong, también creado por Bushnell y Dabney, no fue lanzado hasta 1972, un año después de Computer Space, usando también el mismo diseño para un set de televisión que Computer Space.

## Los primeros videojuegos en Europa

### 1974-1975:VideoSport MK2
VideoSport MK2 fue uno de los primeros sistemas basados en el juego Pong europeos, utilizando circuitos analógicos. Del primer modelo fueron construidos menos de mil ejemplares. Se trata de un sistema impulsado por la red eléctrica y con una composición básica con una placa de dos circuitos integrados y cuatro puertas NAND. Los juegos posibles eran el tenis, el fútbol y el agujero en el muro, con gráficos de líneas.

### 1975:Interton Video 2001
Interton Video 2001 fue uno de los primeros sistemas Pong alemanes. El sistema era muy avanzado para su época, contenía 14 fichas CMOS que dibujaban los objetos gráficos básicos y producían efectos de sonido. Entre sus juegos se podían encontrar Car Race y Naval Battle.

### 1975-1978:Philips Tele-Spiel
Philips lanzó su primer videojuego a fines de 1975. Se trataba de uno de los sistemas Pong que utilizaba cartuchos de juego. El sistema se componía de una caja azul Niza y utilizaba circuitos semi-analógicos, componentes discretos y siete circuitos integrados básicos de tipo CMOS. Los controladores utilizaban los inusuales potenciómetros lineales.

## Controversia y demandas
Ralph Baer estuvo involucrado en batallas legales sobre patentes que abarcaron los años entre 1970 y 1980. Estos procesos jurisdiccionales definían un juego de video como un aparato que reproduce un juego mediante la manipulación de una señal de video de un equipo de gráficos de barrido (raster graphics): un televisor, un monitor, etcétera. Los juegos de computadora anteriores no hacían uso de una pantalla de vídeo, por lo que no fueron calificados como videojuegos por los tribunales.